# Revolució neolítica
La revolució neolítica significa el pas d'una societat de caçadors-recol·lectors nòmada a una altra sedentària, agrària i ramadera. L’arqueòleg australià Vere Gordon Childe (1892-1957), en el seu llibre The Dawn of European Civilisation (L’alba de la civilització europea), publicat el 1925, va posar en circulació el concepte de revolució neolítica.
El terme designava el procés de neolitització que es va iniciar al Pròxim Orient, al voltant d’uns 10 000 anys enrere, on els humans van passar de recollir els productes d’algunes plantes a conrear-les deliberadament, criar i alimentar alguns animals per destinar-los a l’alimentació humana o per aprofitar-ne la força muscular per a esforços que no estaven a l’abast dels humans o que els resultaven excessivament penosos, en comptes de limitar-se a caçar-los per a aprofitar la seva carn com a aliment i les seves pells com a vestits. Tot acompanyat per un procés de sedentarització, el desenvolupament d'una arquitectura cada cop més complexa, el desenvolupament d'eines en pedra variada, la pedra polida, la fabricació de la primera ceràmica, filat i teixit d’algunes fibres d’origen vegetal o animal, armes i atuells de pedra polida, etc.; noves formes d'art i canvis rituals que acompanyen les evolucions mentals. Tota la societat va ser capgirada, des de la demografia fins a la seva organització social. Es tracta, doncs, d'un canvi radical, que l’arqueòleg australià Vere Gordon Childe va caracteritzar com a revolució neolítica, un dels grans fenòmens de l'evolució de les societats humanes.
Va ser un procés que té lloc durant un període molt llarg i complex, i de manera no lineal, experimentant fases de reflux i d'altres on els canvis són més ràpids. Per tant, va ser un procés totalment asincrònic. Va tenir lloc entre el Llevant i els Zagros occidentals, inclosa part d'Anatòlia, al començament de l'Holocè, entre el 10000 i el 5500 aC. aproximadament, és a dir, 12000-7500 BP (abans del present) i inclou les ribes dels gran rius, a Mesopotàmia i Egipte. Va tardar en estendre's; per exemple, l’Europa occidental no entrarà en aquest nou període fins a un parell de mil·lennis més tard. No es va tornar a produir un canvi que afectés de manera similar les condicions de vida de la població humana fins a la revolució industrial.
En el període esmentat el progressiu escalfament de la Terra va fer avançar el bosc sobre les pastures, fet que va repercutir en la disminució del nombre de grans herbívors. Aleshores els grups humans van haver de dependre en major grau de la recol·lecció per compensar la reducció de carn en la seva alimentació. Aquests recol·lectors van acabar domesticant algunes de les espècies que els proporcionaven més aliment, els cereals. Els cereals domesticats no van ser els mateixos a arreu del món: el blat i altres variants ho va ser a Europa; el mill, de llavor més petita, ho va ser a l’Àfrica; l'arròs a Àsia i el blat de moro o dacsa a Amèrica.
La possibilitat de disposar d’aliments amb major regularitat va suposar un creixement de la població, tot i que, periòdicament, per les inclemències meteorològiques, hi va haver males collites, que van produir fam. Amb tot es van crear grans ciutats; va fomentar-se una forta divisió del treball, van sorgir estructures de poder més sofisticades i van aparèixer els primer soldats, a diferència dels guerrers, i van començar els gèrmens dels grans imperis de l'edat antiga.

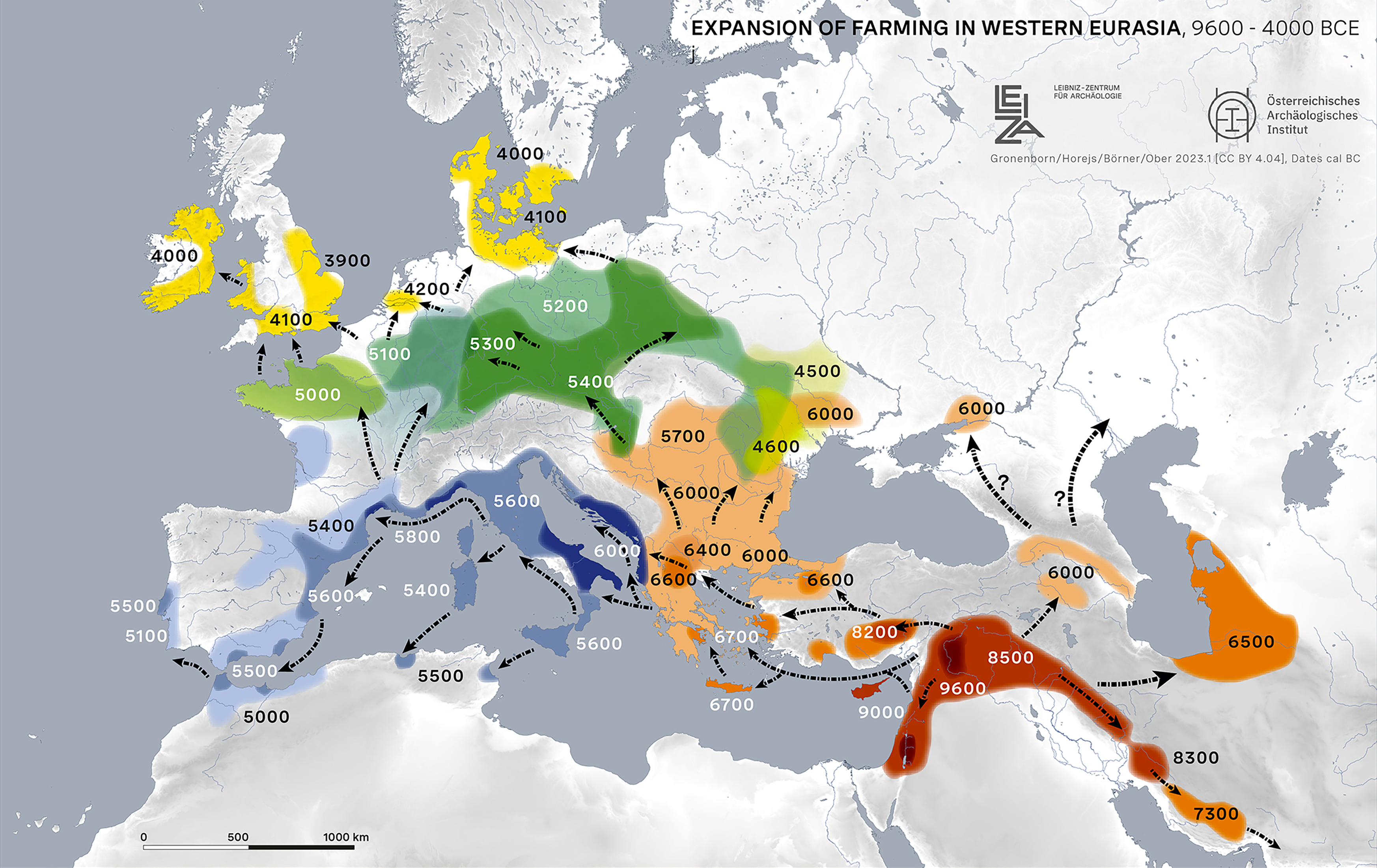
Expansió de l'agricultura

La revolució neolítica va causar els primers impactes ambientals, com ara els canvis en els usos del sòl, en transformar terrenys en estat natural en camps agrícoles. Alhora, una població en augment inicia una major explotació dels boscos propers als assentaments, dels quals n'obtenen aliments i llenya per escalfar-se i fusta.

## El terme revolució neolítica

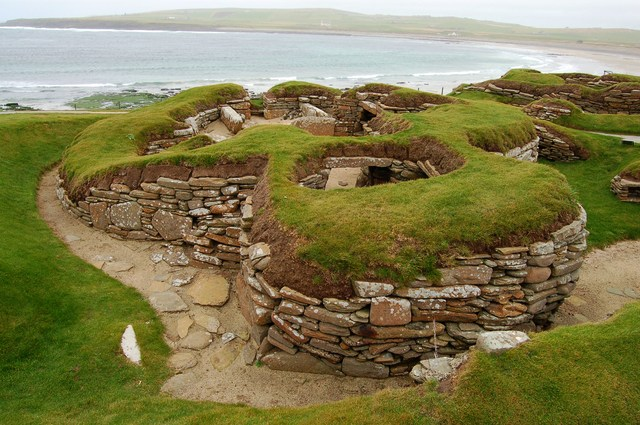
Skara Brae a Orkney, poblat excavat per en Childe entre 1927 i 1930

A aquest conjunt se’ls dona el nom de «revolució neolítica». La revolució neolítica va marcar el pas del Paleolític a una nova etapa, el Neolític (edat de la pedra nova). Però si es parla de revolució no és pas «perquè es tracti d’una transformació ràpida, sinó perquè es va produir un canvi radical en la relació entre els individus i la natura. El Neolític és, doncs, un pas fonamental en la història de la humanitat. Amb el Neolític, les persones van deixar de dedicar-se a una economia depredadora (caça i recol·lecció). Així, des d’aquest moment va ser possible collir en un petit tros de terra la mateixa quantitat que abans es collia en una extensió molt més gran. Això fa que ens referim a aquest període com el moment d’introducció d’una economia productora.»
L’arqueòleg Vere Gordon Childe va ser el primer que va parlar del concepte de revolució neolítica i de la revolució urbana en copsar la importància del canvi en les relacions dels éssers humans amb l’entorn. Gordon Childe va començar a formular les seves idees sobre la revolució neolítica en els anys 30 del segle passat, en els estudis sobre la regió del Creixent Fèrtil on els caçadors-recol·lectors van començar a conrear per primera vegada. L'arqueòleg australià va desenvolupar aquestes idees al llarg de tota la seva vida, argumentant que l'adopció de l'agricultura, i posteriorment l’aparició de centres urbans i els primers regnes i ciutat-estats, eren similars en els seus processos i conseqüències a la Revolució Industrial. Amb tot, Childe va haver de treballar amb reduïdes dades arqueològiques, sense dades ambientals regionals sobre el clima ni el canvi ambiental, i, a més a més, sense el benefici de la datació radiomètrica. Malgrat aquestes dificultats, les seves idees van tenir un impacte important en Roberto Braidwood, qui per primera vegada va començar a provar la teoria amb treball de camp en l'última dècada de la vida de Childe. Amb Braidwood i altres col·laboradors, es van desenvolupar les idees de Childe sobre la importància en la història humana de l'adopció de l'agricultura i la vida sedentària. El corrent de la «nova arqueologia» a l'Amèrica del Nord de les dècades de 1960 i 1970 va estar enormement influenciat pel treball de Braidwood, i indirectament per Childe. Així els orígens de l'agricultura s'han convertit en un camp de la recerca important, particularment en el sud-oest d'Àsia. Aquest canvi radical Gordon Childe el va explicar mitjançant la «teoria de l’oasi».

## La teoria de l'oasi

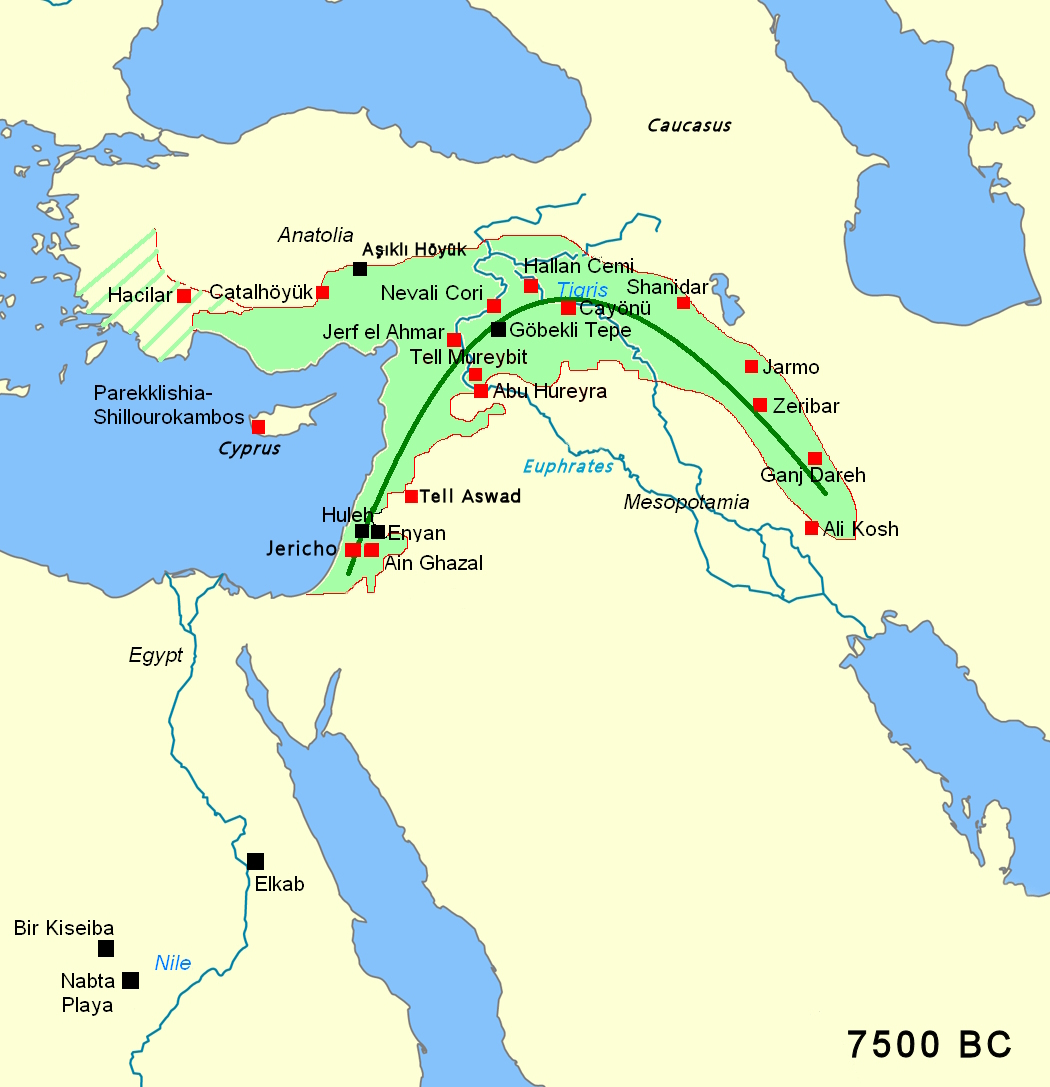
Mapa del sud-oest d'Àsia amb els principals jaciments arqueològics del Neolític cap el 7500 aC, al Creixent Fèrtil.

Les causes que van portar a la sedentarització no estan clares. Una de les explicacions més conegudes en l'aparició de l'agricultura és la teoria de l'oasi proposada per Raphael Pumpelly el 1908, i popularitzada per Vere Gordon Childe en el seu llibre Man Makes Himself. Aquesta teoria manté que, a mesura que el clima es feia més sec, les comunitats humanes es concentraven en oasis, fet que va permetre que entressin en contacte estret amb animals i plantes que van domesticar.
La hipòtesi de l'oasi fa referència a una crisi climàtica al Pròxim Orient: a la fi de l'última glaciació, es va passar d'un clima humit i fred, a un altre de sec i calorós. Això va causar que l'assecament dels rius o la disminució del seu cabal i, de retruc, les prades i els boscos, comencessin a convertir-se en deserts on predominaven els sòls àrids. Per això, els éssers vius, com ara les plantes, els animals i els éssers humans que llavors eren caçadors-recol·lectors, es van veure obligats a buscar un lloc més apte per a la supervivència. En el cas de les plantes, només sobrevivien aquelles que es trobaven a prop dels rius i els oasis. El mateix va ocórrer amb els animals, que van haver de romandre prop dels ambients aquàtics. Aquelles àrees que encara contenien cabal d'aigua eren sobretot la vall del Nil, la vall del Tigris i la de l'Eufrates. Com el desert va anar avançant, els humans i els animals van haver de començar a conviure en zones cada vegada més reduïdes. Els éssers humans també es van veure obligats a romandre en la rodalia dels rius i els oasis. D'aquesta manera, els humans van domesticar-los o van començar a servir-se'n d'alguna forma. Això va significar una relació simbiòtica cada vegada més estreta, en la dependència entre si dels animals i les plantes d'una banda, i els éssers humans d'altra.
Ara bé, la visió que es té actualment sobre la revolució neolítica en els termes dels canvis tecno-ecològics relacionats amb la domesticació de plantes i animals és força més matisada que quan Gordon Childe en va parlar, ja que a la pràctica és difícil de percebre l’avantatge directe que podia representar inicialment una economia fonamentada en la domesticació de plantes i animals enfront de la fonamentada en la cacera i la recol·lecció, però s’ha conservat aquesta expressió en la mesura que fa referència a un canvi radical de formes de vida. Fins i tot alguns antropòlegs consideren que la mítica edat d’or correspondria al període anterior a la introducció de l’agricultura, quan el proveïment d’aliments dels petits grups de caçadors i recol·lectors resultava molt més planer i agradable, només a condició, això sí, de gaudir d’una àrea particularment rica de recursos o de migrar regularment a la recerca d’aquests. Tant és així, que la societat humana abans de l'arribada de la societat neolítica s'ha qualificat com la primera societat de l’abundància.
De fet, hi ha altres explicacions. Brian Hayden va afirmar que, probablement, té a veure amb el poder creixent dels caps tribals. Com a símbol de riquesa, havien de posseir molt de menjar i fins i tot animals vius per a després sacrificar-los, fet que va portar a emmagatzemar aliment, experimentar-hi i domesticar els animals. Jack Harland hi afegeix motius religiosos, associats a les festes cerimonials en honor de les divinitats o propiciadores de la caça. Mentre que David Rindos va afirmar que es va començar per protegir les plantes que donaven fruit comestible dels depredadors i d'aquí es va crear un terreny apte per al conreu, primer casual i després intencionat. Aquest fet va ser incrementat per la pressió demogràfica, que feia més important tenir accés regular al menjar. Les primeres plantes que van tenir èxit en la sembra van ser el blat i els pèsols, per la seva adaptabilitat al clima neolític.

## Conseqüències[calcitació]
La revolució neolítica va tenir diverses conseqüències més enllà del domini sobre el medi. En primer lloc, va propiciar l'especialització laboral: hi havia persones que eren més bones caçant, d'altres conreant i unes altres administrant l'aliment de la tribu. Aquesta divisió, en principi tècnica, va acabar sent social, ja que determinades tasques es consideraven més prestigioses i es transmetien de pares a fills com a símbol d'estatus. Fins i tot, es van posar restriccions per accedir a determinats llocs de poder, accentuant així l'aparició de classes socials, lligades a l'augment de població. L'excedent d'aliments va permetre la creació de nous oficis, des de l'aprofitament de la pell animal o el lli per a fer vestits fins a l'art, creat a partir de materials de la terra.
La millora nutricional no va traduir-se en un augment immediat de la població, ja que la malaltia es propagava millor en ambients amb concentració humana i convivència en un mateix espai entre humans i animals. No va ser fins més endavant, amb la implantació de mesures higièniques a les ciutats primitives, que es va començar a produir l'auge demogràfic explosiu.
Aquests nuclis de població interaccionaven amb els veïns intercanviant productes sobrers per d'altres que mancaven, aprofundint en l'especialització i la recerca (tenien més possibilitat d'èxit les ciutats que oferien conreus o manufactures exclusives). D'aquesta manera, es van produir grans avenços en el comerç i en la tecnologia, i es va incidir de nou en la mida dels nuclis urbans, perquè una xarxa de petits pobles aliats o sumats tenia més possibilitats d'aconseguir tractes comercials profitosos.
La urbanització i l'agricultura van tenir importants conseqüències ecològiques; s'iniciava una era de modificació del paisatge que implica un punt d'inflexió en l'evolució: no solament intenta l'ésser humà adaptar-se al medi, sinó que altera l'entorn tècnicament per poder viure més i millor; es tracta, doncs, de l'evolució sociocultural i no únicament la biològica.